# Amblyseius azaliae
Amblyseius azaliae (лат.) — вид паразитиформных клещей рода Amblyseius из семейства Phytoseiidae (Mesostigmata). Мелкие свободноживущие хищные клещи длиной менее 1 мм. Индия (Meghalaya). От близких видов отличается следующими признаками: вентрианальный щит не вазообразный; сета z4 короткая, не длиннее двух третей расстояния между основаниями z4 и s4; щетинка z5 короче 500 мкм; дорзум без выемки на уровне R1; голень ноги IV с макросетами; сперматека с набухшим в основании трубчатым каликсом, который затем сужается и расширяется дистально. Дорсальный диск самки длиной 396–401 мкм, шириной 273–276 мкм, вентрианальный щит пентагональный с 3 парами преанальных щетинок. Дорсальные щетинки заострённые (заднебоковых щетинок PL 3 пары, а переднебоковых AL — 2 пары). Дорсальный щит склеротизирован. Вид был впервые описан по материалам из Индии, собранным на азалии (Azalea, Rhododendron sp., Вересковые) в 2021 году. Видовое название происходит от имени растения на котором была собрана типовая серия. Сходен с видами Amblyseius orientalis, Amblyseius kulini, Amblyseius raoiellus, Amblyseius pamperisi, Amblyseius euterpes.